# Сима Цянь
Си́ма Цянь (спрощ.: 司马迁; кит. трад.: 司馬遷; піньїнь: Sīmǎ Qiān <Сима Ч'єн>; народився прибл. у 145 чи у 135 р. до н. е., помер прибл. у 86 р. до н. е.) — китайський історик («батько китайської історіографії») і письменник. Був, як і його батько Сима Тань, придворним історіографом та астрологом династії Хань.
Сима Цянь є автором «Історичних записів» (спрощ.: 史记; кит. трад.: 史記, shǐ-jì — «Ши-цзі»), до складу яких входять біографії та вислови видатних історичних діячів (імператорів, чиновників, філософів і др.), вірші та ін. У цьому збірнику (із 130 сувоїв) він вперше окреслив більш як двотисячолітню історію Китаю — від часів легендарного Жовтого Імператора (黃帝，huáng-dì — Хуанді) до династії Хань включно. «Історичні записи» Сима Цяня мали великий вплив на китайських істориків наступних поколінь.

## Біографія
Походив з давнього аристократичного роду Сима, його Ціньської гілки. Батько Сима Цяня, Сима Тань, був історіографом при імператорі У (Хань У-ді): у його обов'язки входило завідування імператорською бібліотекою і спостереження за календарем. Під впливом батька Сима Цянь вже до десяти років вивчив стародавні твори. Його вчителями були відомі конфуціанці Кун Аньґо (孔安国 / 孔安国) і Дун Чжуншу (董仲舒). У 20 років при батьківській підтримці він вирушив у подорож володіннями Хань з метою збору місцевих історичних свідчень, переказів та легенд. Його подорож, що стала можливою завдяки політичній стабільності держави Хань, яка на той час охоплювала територію сучасних провінцій Шаньдун, Юньнань, Хебей, Цзянсу, Цзянсі і Хунань.
Після повернення він був призначений на посаду супроводжувача при імператорських інспекційних експедиціях. У 110 до н. е., у віці 35 років, Сима Цянь був посланий у військову експедицію проти західних «варварів», проте звістка про смертельну хворобу батька змусила його повернутися до столиці. Сима Тан заповідав синові завершити його історичні дослідження. Сима Цянь взявся за цю роботу в 109 до н. е. У 105 до н. е. він був обраний одним з науковців, покликаних провести реформу календаря. Як чиновник вищого рангу він також виконував функції радника при імператорі.
У 99 до н. е. Сима Цянь виявився замішаний у справі Лі Ліна (李陵) і Лі Гуанле (李广利), двох полководців, що звинувачувалися в провалі кампанії проти хунну. Як обвинувач виступив сам імператор, а Сима Цянь, єдиний у всьому чиновницькому корпусі, наважився подати голос на захист звинувачених. Імператор засудив Сима до смертної кари. Як альтернатива, згідно із законами того часу, засудженому пропонувалися відкуп або кастрація. Через брак грошей, страждаючи від ганьби, пов'язаний боргом перед батьком, Сима Цянь вибрав останнє.
Звільнившись із в'язниці, Сима Цянь продовжував жити при дворі євнухом, щоб завершити свою історію й виконати батьків заповіт, тоді як від шляхетного вченого очікувалося самогубство.

## Спадщина

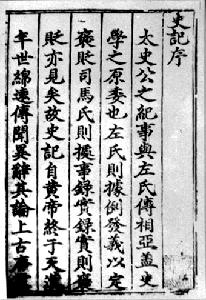
Перша сторінка «Шицзі»

Новаторство історіографічного підходу Сима Цяня полягає в тому, що він виходить за межі «придворної» історії династичного характеру. Ця форма була закладена ще до нього і, природно, продовжувала існувати. Офіційна історія династії Хань, Ханьшу (汉书), була написана Бань Гу (班固) в 1 ст.. Вона оформлена за династичним принципом і переслідує вужчі завдання.
Сима Цянь прагнув зрозуміти логіку підйому і падіння династій і пояснити принцип буття Піднебесної. З точки зору композиції «Історичні записи» складний твір: матеріал одних розділів (бень цзи, ши цзя) розподілений з урахуванням хронологічної послідовності, інших (чжи) — використовує тематичну розбивку й містить розділи з музики, церемоній, календарів, вірувань, економіки, а також докладні біографії (ле чжуань). Серед таких, наприклад, перші відомі біографії Лао-Цзи та Конфуція. «Ши цзі» були приватним історичним дослідженням (а не офіційною хронікою) і це дозволило авторові використовувати легшу форму та барвисту мову, що залишилася для нащадків найвищим зразком художнього слова.
Крім «Ши цзі» відомі також 8 од (творів у жанрі «фу») Сима Цяня, записаних у «Ханьшу». Найвідоміша серед них — «Про злосчастя скорботного вченого».
Онуком Сима Цяня був Ян Юнь (杨恽, пом. у 54 до н. е.). На честь Сима Цяня названий астероїд 12620 Симацянь.